# Laurent Mégevand
Pour les articles homonymes, voir Mégevand.
 (octobre 2014).
Si vous disposez d'ouvrages ou d'articles de référence ou si vous connaissez des sites web de qualité traitant du thème abordé ici, merci de compléter l'article en donnant les références utiles à sa vérifiabilité et en les liant à la section « Notes et références ».
Laurent Mégevand (1754 à Genève en République de Genève - 1814 à Besançon) est un industriel horloger français d'origine genevoise du XVIIIe siècle fondateur du pôle industriel horloger historique de Besançon et du Doubs en Franche-Comté.

## Biographie
Il naît en 1754 à Genève en République de Genève où il devient maître monteur de boîtes de montres.
En 1778 à l'âge de 24 ans, il est banni de la ville de Genève pour 5 ans où on lui reproche la fabrication frauduleuse de boîtiers de montre avec de l’or à bas prix.
Il épouse Marianne Breguet, la fille du pasteur de Le Locle et la petite-cousine de l'horloger Abraham Breguet (voir les montres Breguet et la célèbre famille Breguet d'horlogers et d'avionneurs avec Abraham Breguet, Louis Breguet, Louis Charles Breguet…) où il s'installe comme négociant de montre (un des hauts lieux de l'industrie horlogère suisse près de Morteau, le long de la frontière franco-suisse).
En 1793 à l’âge de 39 ans, en pleine Révolution française, il passe la frontière avec 80 horlogers Suisses tous disgraciés dans leur pays pour avoir soutenu la révolution française et s'installe à Besançon en Franche-Comté où il crée un considérable projet de manufacture nationale française d'horlogerie en apportant avec lui ses connaissances, son savoir-faire et ses idées novatrices en matière de développement industriel horloger dont les Suisses n'ont pas voulu. 
Il obtient l'aide pour cela de membres révolutionnaires éminents de l'assemblée constituante tel que le comte Mirabeau, le marquis Nicolas de Condorcet et Pierre-Joseph Briot (fondateur du Club Jacobin de Besançon) ainsi que l'aide financière mirifique d'Étienne Clavière (banquier suisse jacobin et premier ministre des Finances de la toute nouvelle République française en remplacement de son homologue royaliste déchu par la Révolution Jacques Necker).
Il produit des montres de A à Z et développe pour cela l'idée de sous-traitance en faisant fabriquer les divers éléments par divers ateliers spécialisés locaux. Ce pôle industriel national entraîne l'installation à Besançon en Franche-Comté d'une colonie de 700 horlogers suisses.
Son affaire est un désastre financier, il fait rapidement faillite et finit totalement ruiné à peine cinq ans plus tard en 1798 à la suite de problèmes de mauvaise gestion mais l'industrie horlogère de Besançon et du Doubs est alors solidement amorcée par les horlogers helvétiques venus s’installer en famille à Besançon dont la plupart restent définitivement sur place et se mettent à leur compte.
1814, le 31 janvier, il décède à l'âge de 60 ans après avoir été blessé par une balle lors du siège de Besançon de 1814 auquel il avait pris part sur les remparts de la ville (affrontements contre les monarchistes qui veulent la restauration de la monarchie de Louis XVIII après l'affaiblissement de Napoléon Bonaparte lors de sa catastrophique campagne de Russie).
Une des principales rues du centre de Besançon porte son nom : la « rue Mégevand ».
Suite de l'histoire horlogère de Besançon initiée par Laurent Mégevand :
Vers 1875, Besançon devient la capitale de la fabrication de montre française avec environ 400 ateliers d'horlogerie, une école d'horlogerie fondée en 1861 et un observatoire de vérification de chronomètres fondé en 1885.
L'horlogerie a été l'activité professionnelle principale de Besançon jusqu'à la période de l'entre-deux-guerres, période après laquelle Besançon a fini par perdre sa place de premier plan sur le plan horloger.
Ces 200 ans de passé historique horloger ont permis à Besançon et au département du Doubs de se reconvertir avec succès à ce jour dans les microtechniques de précision au niveau européen et dans la spécialité du temps fréquence à l'échelle mondiale.